# Maurizio Nazzaretto
Maurizio Nazzaretto, escultor italiano contemporáneo y artista marginal famoso.

## Biografía
Bronce, madera y técnicas mixtas son los materiales sobre los que trabaja. 
Las Fiestas Colombianas de 1992 fueron la primera etapa importante con decenas de bronces en los Parques de Nervi y el Porto Antico. 
Posteriormente, el Museo de Arte Contemporáneo de Villa Croce de Génova acogió otra gran exposición suya titulada New Generi di Conforto que después de un año, ampliado, se trasladó a Venecia en los grandes espacios del Arsenale. 
En los años siguientes se trasladó a Costa de Marfil donde coordinó un grupo de trabajo de alumnos de la Escuela de Arte. El resultado es una nueva gran exposición itinerante con decenas de grandes piezas. 
Primera parada en su ciudad, Génova, Loggia Banchi, Palazzo Ducale de Génova y Porto Antico.

### Ulisse e  la nave cavallo
2015 
El jueves 1 de octubre, segundo día de la 55.ª edición del Salón Náutico de Génova, la obra "Ulisse e la Nave Cavallo", proyecto comisariado por la Fundación Flying Angels Onlus, se presentó en la Feria de Génova a las 12.
El Ulises y el barco de caballos, estatua del artista Maurizio Nazzaretto, quiere representar la metáfora del ser humano en un viaje, un largo y tortuoso viaje que considera a la familia un destino seguro al que volver.
Tras la 55.ª edición del Salón Náutico de Génova Go-Up ha donado, como todas las empresas implicadas, a la asociación sin ánimo de lucro Fly Angels el trabajo realizado hasta la fecha en el proyecto relacionado con el Ulysses y la Nave Cavallo de Maurizio Nazzaretto expuesto en el 55.º Salón Náutico de Génova. El Ulises y el barco de caballos, obra creada y creada por el artista Maurizio Nazzaretto, quiere representar la metáfora del ser humano en un viaje, un largo y tortuoso viaje que sitúa en la familia un destino seguro al que volver. La fase de construcción de la primera estatua, de 7,62 metros de altura y un peso de 26 toneladas de acero y madera, contó con la colaboración de varias empresas e instituciones de Génova y más allá que cooperaron, de forma gratuita, en la finalización y posicionamiento de la Ópera.
2022
Se traslada a Corte Lambruschini. Como parte de las obras para la construcción del East Waterfront, diseñado por Renzo Piano, el Ulises y el barco de caballos, la obra del artista genovés Maurizio Nazzareto, actualmente ubicada en la antigua área de exposición de Piazzale Kennedy, se traslada al patio de Lambruschini. El traslado de la escultura, que pesa unas 30 toneladas, se hizo está el lunes 4 de abril.
Ulises y el barco de caballos es una obra imponente, de 8 metros de altura, en acero, corten y madera. Concebida en 2004 con motivo de Génova como capital europea de la cultura, la escultura representa una referencia evidente al espíritu del lugar: Génova, una ciudad portuaria, tendida hacia el mar de frente, en diálogo ideal y real con el otro. .
Realizada en los Astilleros Mariotti y donada a la ciudad por la empresa Imagro Spa por el empresario genovés Massimo Polio, la obra ha sido recientemente restaurada íntegramente por el artista. Para el traslado de Ulises y el barco a caballo, que será plantado en el macizo de flores frente a la Corte Lambruschini, donde podrá ser admirado por genoveses y visitantes, es necesario establecer algunas condiciones viales.